# Francisco Xavier da Veiga Cabral e Câmara
Francisco Xavier da Veiga Cabral da Câmara (Bragança,9 de Dezembro de 1690 — Bragança, 18 de Dezembro de 1761) foi um militar português.
Serviu como Governador das Armas da Província de Trás-os-Montes e foi Marechal de Campo. Foi promovido a Sargento-Mor de Batalha em 12 de Janeiro de 1754, posto posteriormente designado como Marechal de Campo em virtude do Decreto de 5 de Abril de 1762. 
Em 5 de Novembro de 1731 casa com Rosa Joana Gabriela de Morais Pimentel, de quem teve dezoito filhos, entre os quais merecem destaque: 
- Francisco Antônio da Veiga Cabral da Câmara, 1.º Visconde de Mirandela
- Sebastião Xavier da Veiga Cabral, Marechal de Campo
- D. António Luís da Veiga Cabral e Câmara, 27.º Bispo de Miranda e 3.º Bispo de Bragança
- Joana Francisca Josefa da Veiga Cabral e Câmara, 2.ª Viscondessa de Mirandela